# Budokwai
Le Budokwai (武道会 Budōkai) est un club d'arts martiaux fondé à Londres et 1918. Il s'agit du plus vieux club d'arts martiaux japonais hors Japon. Créé par Gunji Koizumi en tant que club de judo, ju-jitsu et kenjutsu, il propose maintenant des cours de karate shotokan, aikido et Gracie jiu-jitsu. Il a joué un rôle dans le développement des arts martiaux et Europe, notamment via la British judo association et l'Union européenne de judo.